# Tarareo
El tarareo es un tipo de canto o la imitación de una melodía sin articular bien las palabras, sustituyendo generalmente los sonidos por sílabas sin sentido, como ta, ra, la, etcétera.
A veces, también se utiliza este término para describir la acción de producir tonos o melodías (en un sonido similar a "mmhhhmm mmmm...") sin emisión de palabra alguna, manteniendo la boca completamente cerrada (coloquialmente, bocca chiusa, que en italiano significa "boca quieta" o "boca cerrada"), forzando a que el sonido emerja a través de las aberturas nasales. Los estudiantes a cantantes de ópera suelen usar la técnica de bocaquiusa a manera de ejercicio, no solo para calentar las cuerdas vocales, sino también para ejercitar la entonación.[cita requerida]
Si se tararea con la boca cerrada, el volumen que se puede producir es bajo, por lo que este tipo de expresión rara vez se utiliza en producciones musicales. Un ejemplo muy claro de esta bocaquiusa lo encontramos en la canción de Los Beatles: "Yesterday", en donde justo antes de finalizar por completo la vocalización de la canción, Paul McCartney tararea parte de la melodía usando solamente sonidos de emes alargadas. Un cantante reconocido por esta práctica en toda su carrera es el mayormente rapero Kid Cudi.
A veces, los cantantes tararean para mantener la melodía cuando se han olvidado o desconocen la letra de la canción.

## Bocaquiusa en iglesias afroamericanas
En la predicación religiosa de iglesias afroamericanas en Estados Unidos, parte de la predicación depende de la entonación con la boca cerrada en respuesta al llamado del oferente. Esta modalidad tiene su origen en tradiciones originarias del oeste de África, y da lugar a la musicalidad del discurso en las iglesias de gente de color.  El coro por lo general responde con un entonado "mmmm" bajo a las entonaciones musicales del predicador.